# Salem Al Fakir
Lars Salem Al Fakir est un chanteur suédois de musique pop et soul. Il est né le 27 octobre 1981 à Huddinge au comté de Stockholm.

## Biographie
Son père Nabil al Fakir est originaire de Damas en Syrie et sa mère, Inger, est suédoise. Salem est le quatrième enfant de d'une fratrie de six enfants (5 frères et 1 sœur) : Amina, Ayman, Nassim, Salem, Sami et Fares.
Le 13 juin 2015, il interprète pour le mariage du prince Carl Philip de Suède et Sofia Hellqvist une reprise de Fix You de Coldplay dans la chapelle du palais royal de Stockholm. 

## Discographie
- 2006 : Dream Girl (single)
- 2006 : Good Song / It's True (single)
- 2006 : Dream Girl (maxi)
- 2007 : This Is Who I Am (single)
- 2007 : This Is Who I Am (album)
- 2009 : Astronaut (album)
- 2009 : Astronaut (single)
- 2009 : It's Only You (Part 2) (single)
- 2011 : Ignore This (album)
- 2012 : Silhouettes (avec Avicii) (single)
- 2013 : You Make Me (avec Avicii) (single)
- 2015 : On My Way (avec Axwell Λ Ingrosso) (single)
- 2015 : Sun Is Shining (avec Axwell Λ Ingrosso) (single)